# Fan Popo
Fan Popo (em chinês:  范坡坡; nascido em novembro de 1985) é um cineasta, crítico de cinema e ativista LGBT chinês. Os documentários de Fan se concentraram no ativismo baseado em performance (New Beijing, New Marriage, and The VaChina Monologues) e em se assumir como LGBT no contexto filial chinês (Chinese Closet and Papa Rainbow). Ele é conhecido pelo documentário Mama Rainbow e seu bem divulgado processo legal contra o regulador da mídia estatal chinesa por sua censura.

## Vida

### Juventude
Fan nasceu em novembro de 1985 em Xantum, China. Ele estudou na Academia de Cinema de Pequim. Depois de uma noite de cinema com um colega homofóbico, ele percebeu o potencial do cinema como ferramenta para os direitos LGBT. Ele participou do 2º Festival de Cinema Queer de Pequim em 2005, onde testemunhou o fechamento das autoridades. Ele disse sobre o incidente: "Fiquei com muita raiva, senti que deveria fazer algo para mudar isso." Esses dois eventos o levaram ao cinema ativista.

### Carreira
Fan pertence à dGeneration, uma categoria livre de cineastas chineses que se estabeleceram através do vídeo digital. Ele faz parte de um número relativamente pequeno de cineastas chineses proeminentes cuja produção se concentra em personagens e temas LGBT, embora tenha expressado desconforto por ser rotulado de cineasta queer (e por rótulos em geral). Seu trabalho foi notado ao lado do de He Xiaopei e Cui Zi'en por sua "estética queer direta", com uma abordagem que é "experiente em mídia, envolvida com o movimento LGBT global e defende a aceitação de pessoas queer numa sociedade mais aberta e diversificada".
Ele publicou Happy Together: Complete Record of a Hundred Queer Films (Beifang Wenyi Press) em 2007. Foi o primeiro livro desse tipo a ser publicado na China continental. Os lucros do livro permitiram-lhe comprar sua primeira câmera de vídeo digital.
Em 2009, ele co-dirigiu New Beijing, New Marriage com David Zheng. Rodado na rua Qianmen, em Pequim, o filme documenta a primeira ação anual para promover o casamento entre pessoas do mesmo sexo na China. O filme representa um marco importante no movimento LGBT chinês.
Fan documentou grupos de teatro que encenaram versões de Os Monólogos da Vagina em toda a China em 2013. O filme resultante, The VaChina Monologues, mostra as "muitas maneiras pelas quais [Os Monólogos da Vagina] desempenhou um papel vital em dar às pessoas coragem para encontrar sua voz."
Atualmente ele está baseado em Berlim, Alemanha.

### Mama Rainbowe caso legal
Mama Rainbow foi produzido em associação com a PFLAG China, uma organização com sede em Guangzhou dirigida por Ah Qiang. Fan conheceu Quian em um programa de líderes emergentes em 2008. O filme segue seis mães ("uma para cada cor da bandeira do arco-íris") dos capítulos do PFLAG enquanto elas passam tempo com seus filhos adultos gays e lésbicas. Explora o potencial de mudança nas atitudes tradicionais chinesas em relação à obrigação filial. O filme foi postado online na China, onde atraiu um grande número de visualizações e gerou discussões significativas entre os internautas. Foi exibido no Frameline, Outfest, Kashish Mumbai Queer Film Festival e Hong Kong Lesbian & Gay Film Festival.
Em dezembro de 2014, Mama Rainbow desapareceu repentinamente dos sites de streaming chineses. Fan foi informado pelos sites de streaming Youku Tudou e 56.com que eles removeram o filme a pedido da Administração Estatal de Imprensa, Publicação, Rádio, Cinema e Televisão (SAPPRFT). Fan fez um inquérito oficial à SAPPRFT em Fevereiro de 2015, mas o regulador dos meios de comunicação respondeu que não tinha registo de ter feito tal pedido. Fan entrou com uma ação judicial contra eles em setembro de 2015, ação que foi amplamente divulgada pela mídia internacional. Em dezembro de 2015, o Tribunal Popular Intermediário nº 1 de Pequim decidiu que a SAPPRFT estava correta ao afirmar que não havia divulgado nenhum documento solicitando a retirada do filme. O caso foi visto como uma vitória importante pelos ativistas LGBT. “Ainda acho que o veredicto é vantajoso para mim, porque agora sabendo que a agência não divulgou nenhum documento, posso exigir que os sites de vídeo devolvam meu filme”, afirmou Fan na época. Em outubro de 2018, o filme não havia sido restaurado. Fan continuou a defender a censura de seu trabalho; ele se manifestou contra o Facebook por remover conteúdo queer.

### Festival de Cinema Queer de Pequim
Fan é membro do conselho do Centro LGBT de Pequim e do Beijing Queer Film Festival (BJQFF). Ele é creditado por seu papel na revitalização do BJQFF diante de repressões mais intensas por parte do Estado.

## Recepção
Os filmes de Fan foram exibidos em festivais e conferências acadêmicas em todo o mundo. Eles incluem Festival Internacional de Cinema de Vancouver, Berlinale, Frameline e Outfest. Ele recebeu o Prêmio PRISM de 2012 no Festival de Cinema Gay e Lésbico de Hong Kong.
Ele foi incluído na lista 40 Under 40 da revista Advocate em 2014.
Apesar de ser um dos rostos mais visíveis da comunidade LGBT da China, Fan falou sobre as dificuldades de ser aberto sobre a sua própria sexualidade no início da sua carreira. “Eu estava fazendo filmes sobre pessoas se assumindo, mas eu ainda não tinha me assumido. Acho que, ao fazer esses filmes, pude ver várias estratégias para me assumir, então planejei tudo com muito cuidado. Isso ajudou a acalmar um pouco as coisas, mas mesmo assim meus pais levaram dois meses para aceitar. Foi bem difícil no começo."
Participou do Berlinale Talents em 2017 e foi convidado para fazer parte do júri do Teddy Award em 2019.

## Filmografia
- New Beijing, New Marriage (新前门大街, 2009, codirigido por David Zhang)
- Chinese Closet (2009)
- Be A Woman (舞娘, 2011)
- Mama Rainbow (彩虹伴我心, 2012)
- The VaChina Monologues (来自阴道, 2013)
- Papa Rainbow (彩虹伴我行, 2016)
- The Drum Tower (2019)
- Floss (2019)
- Beer! Beer! (2020)